# Apel·lació per adulació
L'apel·lació per adulació és una fal·làcia lògica consistent en usar l'adulació o l'elogi, en un intent d'apel·lar a la vanitat del seu públic, a fi de desviar l'atenció i obtenir suport. També es coneix com apel·lació a la vanitat o argumentum ad superbiam. L'apel·lació a l'adulació és un tipus específic d'apel·lació a l'emoció.
L'adulació s'utilitza sovint per a ocultar la veritable intenció d'una idea o proposta. L'elogi ofereix una distracció personal momentània que sovint pot debilitar el judici. A més, sol ser una forma astuta d'apel·lar a les conseqüències, ja que el públic està subjecte a ser afalagat sempre que compleixi amb l'adulador.
Exemples:
- Una persona tan llesta com vostè veurà de seguida que el que li ofereixo està bé.
- Aquesta faldilla és perfecta per una noia tan guapa com tu.

Tanmateix, no és necessàriament una fal·làcia lògica quan el compliment és sincer i està directament relacionat amb l'argument. Exemple: "Ets una noia increïblement bella; hauries de convertir-te en model".